# Liste der Kulturdenkmäler in Feldkrücken
Die folgende Liste enthält die in der Denkmaltopographie ausgewiesenen Kulturdenkmäler auf dem Gebiet des Ortsteils Feldkrücken der  Stadt Ulrichstein, Vogelsbergkreis, Hessen.
Hinweis: Die Reihenfolge der Denkmäler in dieser Liste orientiert sich an der Anschrift, alternativ ist sie auch nach der Bezeichnung, der vom Landesamt für Denkmalpflege vergebenen Nummer oder der Bauzeit sortierbar.
Kulturdenkmäler werden fortlaufend im Denkmalverzeichnis des Landes Hessen durch das Landesamt für Denkmalpflege Hessen auf Basis des Hessischen Denkmalschutzgesetzes (HDSchG) geführt. Die Schutzwürdigkeit eines Kulturdenkmals hängt nicht von der Eintragung in das Denkmalverzeichnis des Landes Hessen oder der Veröffentlichung in der Denkmaltopographie ab.

Das Vorhandensein oder Fehlen eines Objekts in dieser Liste ist keine rechtsverbindliche Auskunft darüber, ob es Kulturdenkmal ist oder nicht: Diese Liste entspricht möglicherweise nicht dem aktuellen Stand der offiziellen Denkmaltopographie. Diese ist für Hessen in den entsprechenden Bänden der Denkmaltopographie Bundesrepublik Deutschland und im Internet unter DenkXweb – Kulturdenkmäler in Hessen einsehbar. Auch diese Quellen sind, obwohl sie durch das Landesamt für Denkmalpflege Hessen aktualisiert werden, nicht immer aktuell, da es im Denkmalbestand immer wieder Änderungen gibt.
Eine verbindliche Auskunft erteilt allein das Landesamt für Denkmalpflege Hessen.
Nutze diese Kartenansicht, um Koordinaten in der Liste zu setzen. In dieser Kartenansicht sind Kulturdenkmale ohne Koordinaten mit einem roten bzw. orangen Marker dargestellt und können in der Karte gesetzt werden. Kulturdenkmale ohne Bild sind mit einem blauen bzw. roten Marker gekennzeichnet, Kulturdenkmale mit Bild mit einem grünen bzw. orangen Marker.
| Bild                                                                    | Bezeichnung                              | Lage                                                                                      | Beschreibung | Bauzeit   | Objekt-Nr. |
| ----------------------------------------------------------------------- | ---------------------------------------- | ----------------------------------------------------------------------------------------- | ------------ | --------- | ---------- |
| Brunnen Kölzenhainer Straße 8 · Brunnen Kölzenhainer Straße ohne Nummer | Zwei Laufbrunnen                         | Kölzenhainer Straße ohne Nummer, Kölzenhainer Straße 8 LageFlur: 1, Flurstück: 206, 214/1 |              |           | 122957 DDB |
| Kölzenhainer Straße 16                                                  | Zweigeschossiges Fachwerkwohnhaus        | Kölzenhainer Straße 16 LageFlur: 1, Flurstück: 216/1                                      |              |           | 122958 DDB |
| Kölzenhainer Straße 16a                                                 | Kleiner traufständiger Hof               | Kölzenhainer Straße 16a LageFlur: 1, Flurstück: 216/2                                     |              |           | 122959 DDB |
| Dorfgemeinschaftshaus                                                   | Dorfgemeinschaftshaus, Sachteil Wandbild | Kölzenhainer Straße 30 LageFlur: 1, Flurstück: 226/1                                      |              |           | 122960 DDB |
| Ehemaliges Forsthaus                                                    | Ehemaliges Forsthaus                     | Lauterbacher Straße 19 LageFlur: 1, Flurstück: 150/2                                      |              |           | 122961 DDB |
| Bild gesucht BW                                                         | Wasserwerk                               | Oberbusch LageFlur: 8, Flurstück: 102                                                     |              |           | 122471 DDB |
| Oberwaldstraße 5                                                        | Hofanlage                                | Oberwaldstraße 5 LageFlur: 1, Flurstück: 198                                              |              |           | 122963 DDB |
| Schulstraße 2                                                           | Winkelförmiger Streckhof                 | Schulstraße, Schulstraße 2 LageFlur: 1, Flurstück: 14, 16/4                               |              |           | 122968 DDB |
| Schulstraße 3                                                           | Hofanlage                                | Schulstraße 3 LageFlur: 1, Flurstück: 8, 86                                               |              |           | 122969 DDB |
| weitere Bilder                                                          | Evangelische Kirche                      | Schulstraße 11 LageFlur: 1, Flurstück: 1                                                  |              |           | 122970 DDB |
| Ehemalige Schule                                                        | Ehemalige Schule                         | Schulstraße 13/15 LageFlur: 1, Flurstück: 38/1, 38/3                                      |              |           | 122966 DDB |
| Streitbachweg 8                                                         | Große Hofanlage                          | Streitbachweg 8 LageFlur: 1, Flurstück: 43/3                                              |              |           | 122965 DDB |
| Gefallenendenkmal                                                       | Friedhof, Gefallenendenkmal              | Ulrichsteiner Weg LageFlur: 1, Flurstück: 85                                              |              |           | 122967 DDB |
| Schutzhütte Charlottenhöhe · Schutzhütte Charlottenhöhe                 | Schutzhütte Charlottenhöhe               | L 3291, Waldbruch LageFlur: 6, Flurstück: 15/8                                            |              |           | 122715 DDB |
| Wiesenhof · Wohnhaus                                                    | Wiesenhof                                | Wiesenhof 1 LageFlur: 3, Flurstück: 16/1                                                  |              | Nach 1845 | 122964 DDB |

## Nicht mehr in Denkmalliste aufgeführt
| Bild            | Bezeichnung | Lage                        | Beschreibung | Bauzeit | Objekt-Nr. |
| --------------- | ----------- | --------------------------- | ------------ | ------- | ---------- |
| Bild gesucht BW |             | Lauterbacher Straße 26 Lage |              |         |            |